# Дънди Крокодила в Лос Анджелис
„Дънди Крокодила в Лос Анджелис“  (на английски: Crocodile Dundee in Los Angeles) е австралийско-американска комедия от 2001 година.

## Сюжет
Докато Мик Дънди – Крокодила седи в кану и остри известния си нож, някъде надълбоко се спотайва огромен крокодил. Внезапно той напада и разбива лодката му на парчета, а Мик и спътникът му – Джако са принудени да избягат на близкото дърво. Когато Мик се прибира вкъщи разбира, че бащата на Сю се е обадил и се нуждае от нейната помощ в клона на вестника в Лос Анжелис. Мик се съгласява да я придружи и заедно със сина им – Майки те заминават за Лос Анжелис. Тук приключението започва наистина, когато Мик и Джако попадат в каубойски бар, където посетителите са минали под дъгата и на холивудско парти, където всички проявяват интерес към геройствата на Мик. Скоро статията на Сю ги отвежда до съмнителен филмов продуцент и Мик започва работа като каубой в неговото студио, където разследването му води до някои интересни разкрития.